# Néstor Rodríguez
Néstor L.Rodríguez – wenezuelski judoka. 
Triumfator igrzysk Ameryki Południowej w 1982. Srebrny medalista igrzysk Ameryki Środkowej i Karaibów w 1986 i brązowy w 1982 roku.